# June Park
June Park és una concentració de població designada pel cens dels Estats Units a l'estat de Florida. Segons el cens del 2000 tenia 4.367 habitants.

## Demografia
Segons el cens del 2000, June Park tenia 4.367 habitants, 1.736 habitatges, i 1.274 famílies. La densitat de població era de 452 habitants/km².
Dels 1.736 habitatges en un 27,1% hi vivien nens de menys de 18 anys, en un 61,8% hi vivien parelles casades, en un 7,6% dones solteres, i en un 26,6% no eren unitats familiars. En el 20,7% dels habitatges hi vivien persones soles el 8,5% de les quals corresponia a persones de 65 anys o més que vivien soles. El nombre mitjà de persones vivint en cada habitatge era de 2,51 i el nombre mitjà de persones que vivien en cada família era de 2,89.
Per edats la població es repartia de la següent manera: un 21,2% tenia menys de 18 anys, un 6,2% entre 18 i 24, un 26,2% entre 25 i 44, un 28% de 45 a 60 i un 18,3% 65 anys o més.
L'edat mediana era de 43 anys. Per cada 100 dones de 18 o més anys hi havia 100,7 homes.
Entorn del 4,2% de les famílies i el 4,9% de la població estaven per davall del llindar de pobresa.

## Poblacions més properes
El següent diagrama mostra les poblacions més properes.